# Bruchidius albizziae
Bruchidius albizziae là một loài bọ cánh cứng trong họ Bruchidae. Loài này được Arora miêu tả khoa học năm 1977.